# Sheikh Russel KC
Sheikh Russel Krira Chakra (bengalisch শেখ রাসেল ক্রীড়া চক্র), auch einfach nur Sheikh Russel KC oder Sheikh Russel genannt, ist ein professioneller Fußballverein aus Dhaka, Bangladesch. Aktuell spielt der Verein in der höchsten Liga des Landes, der Bangladesh Premier League.

## Erfolge
- Bangladesh Premier League: 2012/13
- Federation Cup: 2012
- Independence Cup: 2013

## Stadion

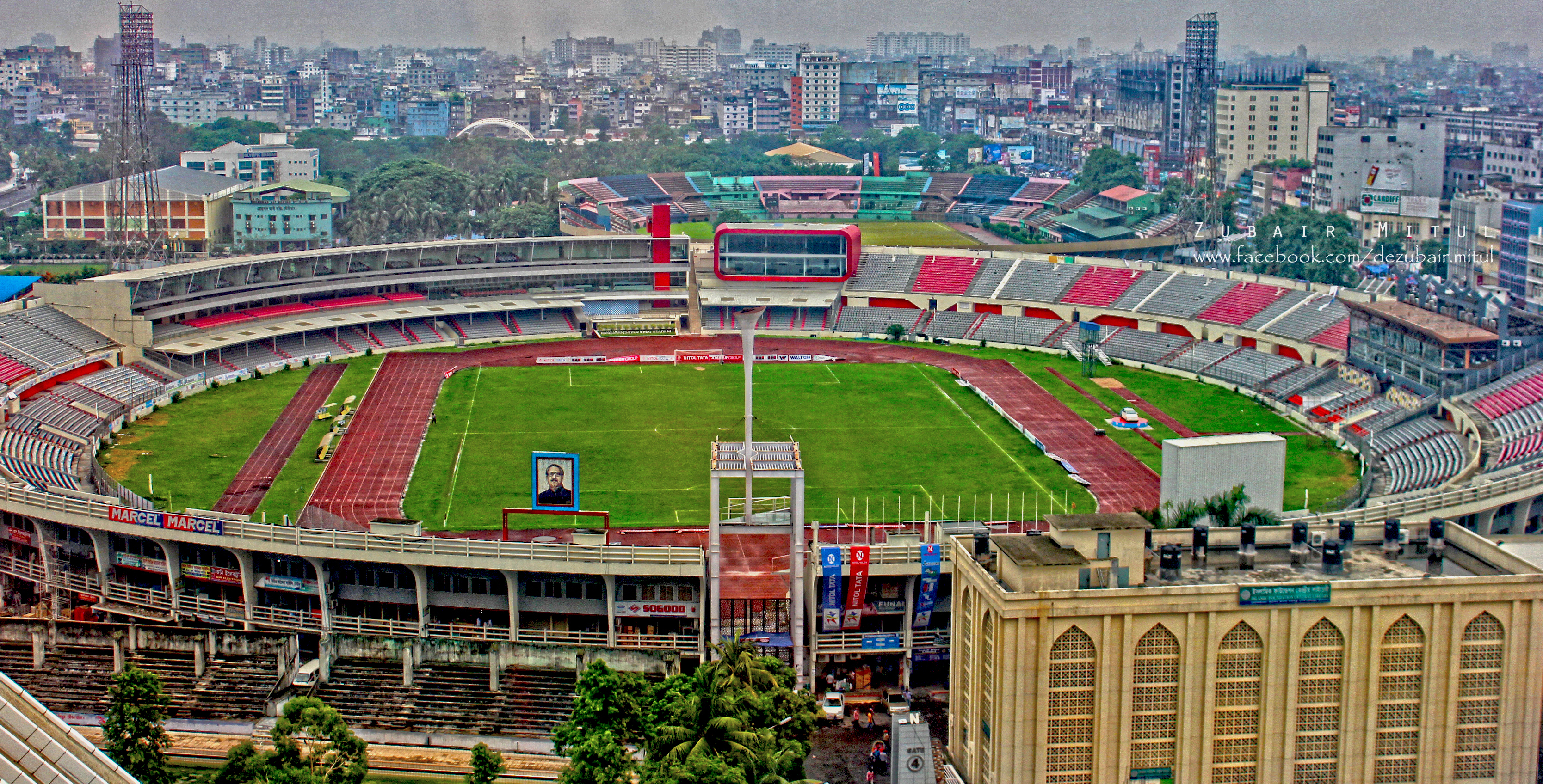
National Stadium in Dhaka

Seine Heimspiele trägt der Verein im Nationalstadion von Bangladesch in Dhaka aus. Das Stadion hat ein Fassungsvermögen von 36.000 Personen.

## Spieler
Stand: 9. Januar 2022
| Nr. |             | Position | Name                   |
| --- | ----------- | -------- | ---------------------- |
| 1   | Bangladesch | TW       | Ashraful Islam Rana    |
| 3   | Bangladesch | AB       | Rahmat Mia             |
| 4   | Bangladesch | AB       | Asaduzzaman Bablu      |
| 5   | Bangladesch | AB       | Nasiruddin Chowdhury   |
| 6   | Bangladesch | AB       | Habibur Rahman Sohag   |
| 7   | Bangladesch | AB       | Mohamed Khalekurzaman  |
| 8   | Bangladesch | MF       | Mohammad Abdullah      |
| 9   | Brasilien   | MF       | Thiago Amaral          |
| 10  | Bangladesch | MF       | Hemanta Vincent Biswas |
| 11  | Bangladesch | ST       | Mannaf Rabby           |
| 12  | Bangladesch | MF       | Fahim Ahmed            |
| 15  | Bangladesch | TW       | Ibrahim Hossain        |
| 14  | Bangladesch | MF       | Manik Hossain Molla    |
| 15  | Bangladesch | AB       | Apurbo Mali            |
| 16  | Bangladesch | MF       | Emon Islam Babu        |

| Nr. |               | Position | Name                   |
| --- | ------------- | -------- | ---------------------- |
| 17  | Bangladesch   | MF       | Salman Khan            |
| 18  | Bangladesch   | AB       | Rabiul Alam            |
| 19  | Bangladesch   | ST       | Mohammad Jewel         |
| 21  | Bangladesch   | AB       | Mohammad Emon          |
| 22  | Bangladesch   | ST       | Saad Uddin             |
| 23  | Bangladesch   | AB       | Rostam Islam Dukhu Mia |
| 24  | Bangladesch   | MF       | Dipok Roy              |
| 25  | Bangladesch   | TW       | Russel Mahmud Liton    |
| 26  | Bangladesch   | MF       | Didarul Islam          |
| 27  | Bangladesch   | MF       | Golam Rabby            |
| 29  | Bangladesch   | AB       | Rashedul Islam Rashed  |
| 30  | Bangladesch   | TW       | Sabuj Das Roghu        |
| 34  | Kirgisistan   | AB       | Aizar Akmatov          |
| 77  | Guinea-Bissau | ST       | Esmaël Gonçalves       |
| 94  | Brasilien     | ST       | Ailton Machado         |

## Trainerchronik
Stand: 9. Januar 2022
| Trainer               | Nation      | von            | bis             |
| --------------------- | ----------- | -------------- | --------------- |
| Maruful Haque         | Bangladesch | 1. Juli 2011   | 30. Juni 2014   |
| Dragan Djukanovic     | Serbien     | 1. Januar 2014 | 30. Juni 2014   |
| Dragan Djukanovic     | Serbien     | 1. Januar 2015 | 1. Oktober 2015 |
| Shafiqul Islam Manik  | Bangladesch | 1. Juli 2016   | 30. Juni 2018   |
| Saiful Bari Titu      | Bangladesch | 17. Mai 2018   | 14. März 2022   |
| Zulfiker Mahmud Mintu | Bangladesch | 14. März 2022  | heute           |

## Saisonplatzierung
| Saison  | Liga                      | Level | Platz    | Federation Cup |
| ------- | ------------------------- | ----- | -------- | -------------- |
| 2010/11 | Bangladesh Premier League | 1     | 3.       |                |
| 2011/12 | Bangladesh Premier League | 1     | 5.       | 1. (2012)      |
| 2012/13 | Bangladesh Premier League | 1     | 1.       |                |
| 2013/14 | Bangladesh Premier League | 1     | 6.       |                |
| 2015    | Bangladesh Premier League | 1     | 2.       |                |
| 2016    | Bangladesh Premier League | 1     | 8.       |                |
| 2018    | Bangladesh Premier League | 1     | 6.       |                |
| 2019    | Bangladesh Premier League | 1     | 3.       |                |
| 2020    | Bangladesh Premier League | 1     | abgesagt |                |
| 2021    | Bangladesh Premier League | 1     | 7.       |                |
| 2021/22 | Bangladesh Premier League | 1     | 6.       |                |